# Luneta
Luneta (lat. luna - mjesec) je arhitektonski element raščlanjenja zida. To je polukružno polje između ravnog nadvratnika (ili natprozornika) i luka iznad njega, a može biti otvoreno ili zatvoreno.